# Sudetendeutsche Akademie der Wissenschaften und Künste
Die Sudetendeutsche Akademie der Wissenschaften und Künste wurde im Jahre 1979 in München als eine Vereinigung von Wissenschaftlern und Künstlern gegründet und ist besonders der sudetendeutschen Volksgruppe verbunden. Sitz ist das Sudetendeutsche Haus in München.

## Aufgaben und Ziele
Die Sudetendeutsche Akademie der Wissenschaften und Künste sieht sich in der Tradition der Deutschen Gesellschaft der Wissenschaften und Künste für die Tschechoslowakische Republik und ihrer Vorgängerin, der 1891 gegründeten Gesellschaft zur Förderung deutscher Wissenschaft, Kunst und Literatur in Böhmen.
Die Akademie gliedert sich in drei Klassen: Geisteswissenschaften, Naturwissenschaften sowie Künste und Kunstwissenschaften. Sie vergibt jährlich an junge Wissenschaftler und Künstler ein von Adolf Klima gestiftetes Stipendium.
Seit 1980 gibt die Akademie die Reihe Schriften der Sudetendeutschen Akademie der Wissenschaften und Künste heraus. In der Regel erscheint ein Band pro Jahr, im Wechsel verantwortet von einer der drei Klassen Geisteswissenschaften, Naturwissenschaften, Künste und Kunstwissenschaften. Daneben werden Sonderdrucke, Sonderschriften und Musik-CDs veröffentlicht.

## Präsidium
Präsident der Akademie ist seit Oktober 2024 der deutsche Theologe und Kirchenhistoriker Stefan Samerski, als Vizepräsidenten amtieren die österreichische Ernährungsphysiologin und Medizinerin Elisabeth Fabian und der deutsche Musikwissenschaftler Wolfram Hader.
Von 2018 bis 2024 war der österreichische Mediziner Günter Josef Krejs Präsident der Akademie, als Vizepräsidenten amtierten Ursula Haas und Stefan Samerski. Weitere Präsidiumsmitglieder waren die Sekretare der drei Klassen der Akademie, Herbert Zeman (Geisteswissenschaftliche Klasse), Matthias M. Dollinger (Naturwissenschaftliche Klasse) sowie Wolfram Hader (Klasse der Künste und Kunstwissenschaften).
Gründungspräsident der Akademie war der Jurist Otto Kimminich (1979–1985). Ihm folgten Erich Wünsch (1985–1990), Eduard Hlawitschka (1990–1994), Herbert Zeman (1994–1997), Walter Jaroschka (1997–2007), Rudolf Fritsch (2007–2018), Kurt Franz (kommissarisch 2018) und Günter Josef Krejs (2018–2024).
Die Tätigkeiten der Akademie und ihres Präsidiums werden durch eine Geschäftsstelle bzw. das Generalsekretariat unterstützt.
Vorsitzender des Kuratoriums ist der Historiker Hermann Rumschöttel.

## Mitglieder

### Geisteswissenschaftliche Klasse
- Rainer Arnold
- Udo Arnold
- Herwig Baier
- Wolfdieter Bihl
- Gottfried Boehm
- Winfried Böhm
- Christoph Fackelmann
- Ingeborg Fiala-Fürst
- Eduard Fiedler
- Kurt Franz
- Wolfgang Frisch
- Monika Glettler
- Rudolf Grulich
- Eduard Hlawitschka
- Thomas O. Höllmann
- Hubert Irsigler
- Oliver Jahraus
- Peter Johanek
- Elisabeth Klecker
- Hans-Michael Körner
- Wynfrid Kriegleder
- Frank-Lothar Kroll
- Hartmut Krones
- Ernst Erich Metzner
- František Mezihorák
- Veit Neumann
- Roland Pietsch
- Klaus Pörtl
- Patrick A. Puhani
- Josef Reiter
- Stefan Samerski
- Helmut Wilhelm Schaller
- Wolfram Schier
- Günter Schnitzler
- Gottfried Scholz
- Martin Schreiner
- Herbert Schrittesser
- Burkard Steppacher
- Matthias Stickler
- Arnold Suppan
- Rudolf Voderholzer
- Herbert Zeman
- Walter Ziegler
- Thomas Zotz

### Naturwissenschaftliche Klasse
- Hartwig Wilhelm Bauer
- Peter Bauerfeind
- Friedrich Christian Albrecht Herzog von Beaufort-Spontin
- Lothar Beckel
- Fritz Bertlwieser
- Hans Jürgen Böhmer
- Heinz Brandl
- Peter Brosche
- Hans Christian Dollinger
- Matthias M. Dollinger
- Gerhard E. Dorda
- Franz Effenberger
- Elisabeth Fabian
- Peter Fickert
- Franz Fiedler
- Dieter Fritsch
- Ernst Habiger
- Lena Halounová
- Günter H. Hertel
- Jürgen Helfricht
- Roland Hetzer
- Reinhard Hickel
- Franz Hinterleitner
- Franz-Xaver Huber
- Peter Ernst Huber
- Willi Jäger
- Hans Uwe Janka
- Gundolf Keil
- Matthias Kind
- Günter Köhler
- Gottfried Ewald Konecny
- Günter Josef Krejs
- Rainer Lösch
- Walter Josef Lorenz
- Wolfgang Maier
- Goerg Hannes Michler
- Manfred Mörl
- Gabriele Moser
- Petra E. Munda
- Wolfgang Neumann
- Karl Öttl
- Volker Oppitz
- Harry Paul
- Karl-Heinz Plattig
- Emil C. Reisinger
- Rainer Rienmüller
- Hans Volker Rodt
- Wolfgang Schima
- Hans Jürgen Schlitt
- Herwig Schopper
- Harald Schuh
- Gregor Tanner
- Widmar Tanner
- Adalbert Wollrab
- Walter Wunderlich

### Klasse der Künste und Kunstwissenschaften
- Karl Helmut Bayer
- Peter Becher
- Karlheinz Beer
- Jörg Bernig
- Nikolaus Brass
- Christian Brückner
- Peter Brückner
- Klaus Feßmann
- Susanna Frank
- Hansjürgen Gartner
- Joachim Lothar Gartner
- Jamina Gerl
- Dietmar Gräf
- Gernot Maria Grohs
- Ursula Haas
- Wolfram Hader
- Klaus Gerhard Hampl
- Roland Helmer
- Margarita Höhenrieder Dornier
- Christoph Janacs
- Markus Karas
- Birgit Keil
- Nicolas Koeckert
- Ernst Krebs
- Roland Leistner-Mayer
- Jörg Metzger
- Josef Edwin Miltschitzky
- Angelika Overath
- Erich Pawlu
- Oswald Peitner
- Armin Rosin
- Uli Rothfuss
- Thomas Schubert
- Jenny Schon
- Bernhard Setzwein
- Christian Thanhäuser
- Helga Unger
- Richard Wall
- Sebastian Weise
- Andreas Willscher
- Rose Marie Zartner
- Marliese Zeiner

## Verstorbene Mitglieder
| Name                      | Geboren | Gestorben | Klasse                                    | Aufnahme |
| ------------------------- | ------- | --------- | ----------------------------------------- | -------- |
| Karlheinz Blaschke        | 1927    | 2020      | Geisteswissenschaftliche Klasse           | 1995     |
| Hermann Blei              | 1929    | 1999      | Geisteswissenschaftliche Klasse           | 1979     |
| Josef Bujnoch             | 1915    | 2009      | Geisteswissenschaftliche Klasse           | 1995     |
| Hellmut Diwald            | 1924    | 1993      | Geisteswissenschaftliche Klasse           | 1979     |
| Rudolf Dolzer             | 1944    | 2020      | Geisteswissenschaftliche Klasse           | 1985     |
| Jürgen Domes              | 1932    | 2001      | Geisteswissenschaftliche Klasse           | 1981     |
| Ernst Eichler             | 1930    | 2012      | Geisteswissenschaftliche Klasse           | 1999     |
| Gerhard Eis               | 1908    | 1982      | Geisteswissenschaftliche Klasse           | 1980     |
| Felix Ermacora            | 1923    | 1995      | Geisteswissenschaftliche Klasse           | 1992     |
| Wilfried Fiedler          | 1940    | 2023      | Geisteswissenschaftliche Klasse           | 1979     |
| Erich E. Geissler         | 1928    | 2018      | Geisteswissenschaftliche Klasse           | 1987     |
| Richard Haase             | 1921    | 2013      | Geisteswissenschaftliche Klasse           | 1995     |
| Johannes Hampel           | 1925    | 2016      | Geisteswissenschaftliche Klasse           | 1980     |
| Horst Haselsteiner        | 1942    | 2019      | Geisteswissenschaftliche Klasse           | 1997     |
| Harald Hauptmann          | 1936    | 2018      | Geisteswissenschaftliche Klasse           | 2005     |
| Walter Heinrich           | 1902    | 1984      | Geisteswissenschaftliche Klasse           | 1983     |
| Josef Hemmerle            | 1914    | 2003      | Geisteswissenschaftliche Klasse           | 2000     |
| Kurt Hübner               | 1921    | 2013      | Geisteswissenschaftliche Klasse           | 1979     |
| Franz Jahnel              | 1892    | 1992      | Geisteswissenschaftliche Klasse           | 1992     |
| Walter Jaroschka          | 1932    | 2008      | Geisteswissenschaftliche Klasse           | 1993     |
| Friedrich Jenaczek        | 1918    | 2011      | Geisteswissenschaftliche Klasse           | 1993     |
| Alfred Jüttner            | 1917    | 1999      | Geisteswissenschaftliche Klasse           | 1980     |
| Dieter Kastovsky          | 1940    | 2012      | Geisteswissenschaftliche Klasse           | 1995     |
| Otto Kimminich            | 1932    | 1997      | Geisteswissenschaftliche Klasse           | 1979     |
| Virgil Kinzel             | 1910    | 1998      | Geisteswissenschaftliche Klasse           | 1979     |
| Friedrich Korkisch        | 1908    | 1985      | Geisteswissenschaftliche Klasse           | 1981     |
| Kurt Krolop               | 1930    | 2016      | Geisteswissenschaftliche Klasse           | 1995     |
| Franz Laufke              | 1901    | 1984      | Geisteswissenschaftliche Klasse           | 1979     |
| Franz Matsche             | 1939    | 2017      | Geisteswissenschaftliche Klasse           | 1987     |
| Peter Moraw               | 1935    | 2013      | Geisteswissenschaftliche Klasse           | 1980     |
| Walter W. Müller          | 1933    | 2024      | Geisteswissenschaftliche Klasse           | 1990     |
| Ernst Nittner             | 1915    | 1997      | Geisteswissenschaftliche Klasse           | 1979     |
| Richard Georg Plaschka    | 1925    | 2001      | Geisteswissenschaftliche Klasse           | 1981     |
| Klemens Pleyer            | 1921    | 2000      | Geisteswissenschaftliche Klasse           | 1981     |
| Friedrich Prinz           | 1928    | 2003      | Geisteswissenschaftliche Klasse           | 1979     |
| Josef Rabas               | 1908    | 2003      | Geisteswissenschaftliche Klasse           | 1979     |
| Gerard Radnitzky          | 1921    | 2006      | Geisteswissenschaftliche Klasse           |          |
| Hubert Rösel              | 1917    | 2010      | Geisteswissenschaftliche Klasse           | 1992     |
| Josef Scharbert           | 1919    | 1998      | Geisteswissenschaftliche Klasse           | 1979     |
| Alfred Schickel           | 1933    | 2015      | Geisteswissenschaftliche Klasse           | 1980     |
| Bruno Schier              | 1902    | 1984      | Geisteswissenschaftliche Klasse           | 1980     |
| Kurt Schier               | 1929    | 2023      | Geisteswissenschaftliche Klasse           | 1985     |
| Karl Rudolf Schnith       | 1934    | 1999      | Geisteswissenschaftliche Klasse           | 1987     |
| Wilfried Schlau           | 1917    | 2010      | Geisteswissenschaftliche Klasse           | 1979     |
| Martin Sicherl            | 1914    | 2009      | Geisteswissenschaftliche Klasse           | 2000     |
| Paulus Friedrich Sladek   | 1908    | 2002      | Geisteswissenschaftliche Klasse           | 1979     |
| Erik Turnwald             | 1918    | 1991      | Geisteswissenschaftliche Klasse           | 1983     |
| Franz Emanuel Weinert     | 1930    | 2001      | Geisteswissenschaftliche Klasse           | 1995     |
| Stefan Weinfurter         | 1945    | 2018      | Geisteswissenschaftliche Klasse           | 1992     |
| Walter Zettl              | 1919    | 2014      | Geisteswissenschaftliche Klasse           | 1989     |
| Kurt Antreich             | 1934    | 2022      | Naturwissenschaftliche Klasse             | 2008     |
| Wolfgang Beyer            | 1933    | 2023      | Naturwissenschaftliche Klasse             | 2015     |
| Joseph Johann Boehm       | 1907    | 2000      | Naturwissenschaftliche Klasse             | 1989     |
| Wilhelm Brosig            | 1913    | 2003      | Naturwissenschaftliche Klasse             | 1982     |
| Roland Bulirsch           | 1932    | 2022      | Naturwissenschaftliche Klasse             | 1999     |
| Gerhard Czerwenka         | 1909    | 1989      | Naturwissenschaftliche Klasse             | 1982     |
| Walter Dick               | 1899    | 1990      | Naturwissenschaftliche Klasse             | 1979     |
| Ernst Eckert              | 1904    | 2004      | Naturwissenschaftliche Klasse             | 1991     |
| Heinrich Karl Erben       | 1921    | 1997      | Naturwissenschaftliche Klasse             | 1980     |
| Klaus Fischer             | 1937    | 2015      | Naturwissenschaftliche Klasse             | 1979     |
| Gustav Fochler-Hauke      | 1906    | 1996      | Naturwissenschaftliche Klasse             | 1979     |
| Fritz Freising            | 1909    | 1986      | Naturwissenschaftliche Klasse             | 1985     |
| Rudolf Fritsch            | 1939    | 2018      | Naturwissenschaftliche Klasse             | 1991     |
| Ernst Habiger             | 1932    | 2021      | Naturwissenschaftliche Klasse             | 2003     |
| Kurt Hannig               | 1920    | 1993      | Naturwissenschaftliche Klasse             | 1980     |
| Herbert Hanus             | 1936    | 2025      | Naturwissenschaftliche Klasse             | 1997     |
| Kurt Harz                 | 1915    | 1996      | Naturwissenschaftliche Klasse             | 1980     |
| Gerhard Heimerl           | 1933    | 2021      | Naturwissenschaftliche Klasse             | 2009     |
| Gustav Hofmann            | 1921    | 2015      | Naturwissenschaftliche Klasse             | 1979     |
| Eduard Kirwald            | 1899    | 1988      | Naturwissenschaftliche Klasse             | 1980     |
| Norbert Knauer            | 1923    | 2021      | Naturwissenschaftliche Klasse             | 1992     |
| Ewald Konecny             | 1935    | 2019      | Naturwissenschaftliche Klasse             | 2004     |
| Gottfried Konecny         | 1930    | 2024      | Naturwissenschaftliche Klasse             | 1984     |
| Gerhard Korger            | 1928    | 2009      | Naturwissenschaftliche Klasse             | 1985     |
| Herbert Lang              | 1911    | 1997      | Naturwissenschaftliche Klasse             | 1979     |
| Kurt Latzin               | 1910    | 1992      | Naturwissenschaftliche Klasse             | 1981     |
| Helmut Löffler            | 1929    | 2013      | Naturwissenschaftliche Klasse             | 1989     |
| Fritz Löschner            | 1912    | 2000      | Naturwissenschaftliche Klasse             | 1982     |
| Heinrich F. K. Männl      | 1938    | 2013      | Naturwissenschaftliche Klasse             | 1993     |
| Walther Mann              | 1931    | 2009      | Naturwissenschaftliche Klasse             | 1980     |
| Hans-Georg Münzberg       | 1916    | 2000      | Naturwissenschaftliche Klasse             | 1981     |
| Werner Nachtigall         | 1934    | 2024      | Naturwissenschaftliche Klasse             | 1987     |
| Friedrich Nather          | 1924    | 2009      | Naturwissenschaftliche Klasse             | 1980     |
| Gerhard Pfohl             | 1929    | 2016      | Naturwissenschaftliche Klasse             | 1987     |
| Hans Pichler              | 1931    | 2024      | Naturwissenschaftliche Klasse             | 2001     |
| Gerhard Ruhenstroth-Bauer | 1913    | 2004      | Naturwissenschaftliche Klasse             | 1980     |
| Walter Schleger           | 1929    | 1999      | Naturwissenschaftliche Klasse             | 1987     |
| Ernst Schmutzer           | 1930    | 2022      | Naturwissenschaftliche Klasse             | 1995     |
| Lorenz Schreiner          | 1920    | 2008      | Naturwissenschaftliche Klasse             | 1979     |
| Karl Adalbert Sedlmeyer   | 1904    | 1988      | Naturwissenschaftliche Klasse             | 1979     |
| Walter Steiner            | 1935    | 2012      | Naturwissenschaftliche Klasse             | 2006     |
| Herbert Storek            | 1899    | 1990      | Naturwissenschaftliche Klasse             | 1984     |
| Herbert Straka            | 1920    | 2009      | Naturwissenschaftliche Klasse             | 1987     |
| Karl Strambach            | 1939    | 2016      | Naturwissenschaftliche Klasse             | 2008     |
| Rupert Timpl              | 1936    | 2003      | Naturwissenschaftliche Klasse             | 1992     |
| Maximilian Watzka         | 1905    | 1981      | Naturwissenschaftliche Klasse             | 1979     |
| Franz Weiling             | 1909    | 1999      | Naturwissenschaftliche Klasse             | 1995     |
| Josef Weinhold            | 1906    | 1994      | Naturwissenschaftliche Klasse             | 1982     |
| Erich Wünsch              | 1923    | 2013      | Naturwissenschaftliche Klasse             | 1981     |
| Wolfgang Zenker           | 1925    | 2022      | Naturwissenschaftliche Klasse             | 1990     |
| Johanna Anderka           | 1933    | 2022      | Klasse der Künste und Kunstwissenschaften | 2011     |
| Theophil Antonicek        | 1937    | 2014      | Klasse der Künste und Kunstwissenschaften | 1998     |
| Viktor Aschenbrenner      | 1904    | 1992      | Klasse der Künste und Kunstwissenschaften | 1984     |
| Moritz Baumgartl          | 1934    | 2024      | Klasse der Künste und Kunstwissenschaften | 1987     |
| Karl Böhm                 | 1894    | 1981      | Klasse der Künste und Kunstwissenschaften | 1980     |
| Peter Brömse              | 1912    | 2004      | Klasse der Künste und Kunstwissenschaften | 1980     |
| Herbert Cysarz            | 1896    | 1985      | Klasse der Künste und Kunstwissenschaften | 1979     |
| Simon Dittrich            | 1940    | 2024      | Klasse der Künste und Kunstwissenschaften | 2002     |
| Roland Dörfler            | 1926    | 2010      | Klasse der Künste und Kunstwissenschaften | 1987     |
| Alfred Domes              | 1901    | 1984      | Klasse der Künste und Kunstwissenschaften | 1981     |
| Diether F. Domes          | 1939    | 2016      | Klasse der Künste und Kunstwissenschaften | 1996     |
| Richard W. Eichler        | 1921    | 2014      | Klasse der Künste und Kunstwissenschaften | 1979     |
| Gerold Effert             | 1932    | 2007      | Klasse der Künste und Kunstwissenschaften |          |
| Albert Ferenz             | 1907    | 1994      | Klasse der Künste und Kunstwissenschaften | 1979     |
| Richard Fleissner         | 1903    | 1989      | Klasse der Künste und Kunstwissenschaften | 1979     |
| Gertrud Fussenegger       | 1912    | 2009      | Klasse der Künste und Kunstwissenschaften | 1979     |
| Walter Gaudnek            | 1931    | 2022      | Klasse der Künste und Kunstwissenschaften | 1998     |
| Widmar Hader              | 1941    | 2023      | Klasse der Künste und Kunstwissenschaften | 1987     |
| Leopold Hafner            | 1930    | 2015      | Klasse der Künste und Kunstwissenschaften | 1982     |
| Otto Herbert Hajek        | 1927    | 2005      | Klasse der Künste und Kunstwissenschaften | 1987     |
| Egon Hartmann             | 1919    | 2009      | Klasse der Künste und Kunstwissenschaften | 1983     |
| Ernst R. Hauschka         | 1926    | 2012      | Klasse der Künste und Kunstwissenschaften | 1989     |
| Helmut Hellmessen         | 1924    | 2021      | Klasse der Künste und Kunstwissenschaften | 1987     |
| Theodor Hlouschek         | 1923    | 2010      | Klasse der Künste und Kunstwissenschaften | 2002     |
| Ernest Hofmann-Igl        | 1920    | 2001      | Klasse der Künste und Kunstwissenschaften | 1987     |
| Kurt Honolka              | 1913    | 1988      | Klasse der Künste und Kunstwissenschaften | 1987     |
| Erich Hubala              | 1920    | 1994      | Klasse der Künste und Kunstwissenschaften | 1981     |
| Josef Kardinal            | 1937    | 2010      | Klasse der Künste und Kunstwissenschaften | 2007     |
| Barbara König             | 1925    | 2011      | Klasse der Künste und Kunstwissenschaften | 1987     |
| Karl Michael Komma        | 1913    | 2012      | Klasse der Künste und Kunstwissenschaften | 1981     |
| Walter Kramolisch         | 1912    | 1991      | Klasse der Künste und Kunstwissenschaften | 1990     |
| Oskar Kreibich            | 1916    | 1984      | Klasse der Künste und Kunstwissenschaften | 1979     |
| Josef Kroha               | 1929    | 2021      | Klasse der Künste und Kunstwissenschaften | 1990     |
| Diether Krywalski         | 1935    | 2013      | Klasse der Künste und Kunstwissenschaften | 2012     |
| Franz Peter Künzel        | 1925    | 2023      | Klasse der Künste und Kunstwissenschaften | 1980     |
| Diether Kunerth           | 1940    | 2024      | Klasse der Künste und Kunstwissenschaften | 2022     |
| Markus Lehmann            | 1919    | 2003      | Klasse der Künste und Kunstwissenschaften | 1995     |
| Franz Liebl               | 1923    | 2002      | Klasse der Künste und Kunstwissenschaften | 1987     |
| Heribert Losert           | 1913    | 2002      | Klasse der Künste und Kunstwissenschaften | 1979     |
| Rudolf Mayer-Freiwaldau   | 1931    | 2016      | Klasse der Künste und Kunstwissenschaften | 2010     |
| Josef Mühlberger          | 1903    | 1985      | Klasse der Künste und Kunstwissenschaften | 1979     |
| Reinhold Netolitzky       | 1902    | 1991      | Klasse der Künste und Kunstwissenschaften | 1983     |
| Friedrich Neugebauer      | 1911    | 2005      | Klasse der Künste und Kunstwissenschaften | 1982     |
| Gertrude Pitzinger        | 1904    | 1997      | Klasse der Künste und Kunstwissenschaften | 1987     |
| Heinrich Pleticha         | 1924    | 2010      | Klasse der Künste und Kunstwissenschaften | 1982     |
| Otfried Preußler          | 1923    | 2013      | Klasse der Künste und Kunstwissenschaften | 1979     |
| Franz Rotter              | 1910    | 1989      | Klasse der Künste und Kunstwissenschaften | 1983     |
| Adolf Scherbaum           | 1909    | 2000      | Klasse der Künste und Kunstwissenschaften | 1980     |
| Herbert Schmidt-Kaspar    | 1929    | 2008      | Klasse der Künste und Kunstwissenschaften | 1980     |
| Ernst Schremmer           | 1916    | 1998      | Klasse der Künste und Kunstwissenschaften | 1979     |
| Christof Schuppler        | 1939    | 2014      | Klasse der Künste und Kunstwissenschaften | 2009     |
| Franz Sequenc             | 1938    | 2005      | Klasse der Künste und Kunstwissenschaften | 1995     |
| Oskar Sigmund             | 1919    | 2008      | Klasse der Künste und Kunstwissenschaften |          |
| Hans Erich Slany          | 1926    | 2013      | Klasse der Künste und Kunstwissenschaften | 1989     |
| Traude Teodorescu-Klein   | 1921    | 1986      | Klasse der Künste und Kunstwissenschaften | 1981     |
| Ilse Tielsch              | 1929    | 2023      | Klasse der Künste und Kunstwissenschaften | 1981     |
| Gerold Tietz              | 1941    | 2009      | Klasse der Künste und Kunstwissenschaften | 2005     |
| Winfried Tonner           | 1937    | 2002      | Klasse der Künste und Kunstwissenschaften | 1997     |
| Josef Umlauf              | 1906    | 1989      | Klasse der Künste und Kunstwissenschaften | 1982     |
| Hellmut Walters           | 1930    | 1985      | Klasse der Künste und Kunstwissenschaften | 1980     |
| Johannes Weikert          | 1918    | 1980      | Klasse der Künste und Kunstwissenschaften | 1979     |
| Ernst Wild                | 1924    | 1985      | Klasse der Künste und Kunstwissenschaften | 1981     |
| Barbara von Wulffen       | 1936    | 2021      | Klasse der Künste und Kunstwissenschaften | 2014     |
| Alfred Zangenfeind        | 1927    | 2013      | Klasse der Künste und Kunstwissenschaften | 1989     |